# Fuorigrotta
Fuorigrotta est un quartier de l'ouest de Naples, en Italie.
Le stade San Paolo où joue le SSC Naples est situé dans ce quartier, de même que la Crypta Neapolitana. Il abrite également le grand parc d'expositions de la ville, la Mostra d'Oltremare. 
La gare Campi Flegrei dessert le quartier.